# Shelley Lubben

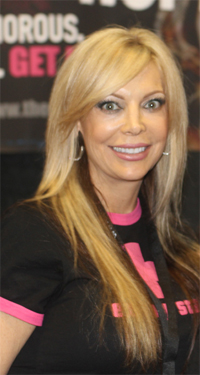
Shelley Lubben (2011)

Shelley Lubben (* 18. Mai 1968 als Shelley Lynn Moore in Pasadena, Kalifornien, USA; † 9. Februar 2019 in Springville, Tulare County, Kalifornien) war eine ehemalige Pornodarstellerin, die unter dem Künstlernamen Roxy bekannt wurde. Sie wurde bekennende Christin, beendete ihre Karriere und kämpfte gegen die Gefahren der Pornografie. Ihr Motto lautete: „Porn workers are abused every day and it’s time to do something about it.“ (dt. „Jeden Tag werden Menschen, die in der Pornoindustrie arbeiten, missbraucht und es ist Zeit, etwas dagegen zu tun.“)

## Leben
Lubben gab an, dass sie bereits mit neun Jahren sexuell belästigt wurde. Sie verdiente ihr Geld mit Prostitution.
Von 1993 bis 1995 wirkte sie in einigen Pornofilmen mit. Nach Alkohol- und Drogenproblemen und einer Ansteckung mit Genital-Herpes wurde sie gläubig und stieg aus dem Sex-Business aus.
Später unterstützte sie insbesondere den Anti-Porno-Aktivisten Charles M. Calderon, der Pornografie durch höhere Besteuerung eindämmen möchte, und hielt Vorträge gegen das „Übel der Pornografie“. Sie gründete zusammen mit ihrem Mann das Projekt Pink Cross, das Pornodarstellern helfen soll, aus der Sexindustrie auszusteigen. In dem Dokumentarfilm Traffic Control: The People’s War on Internet Porn wird ihr Kampf gegen die Pornografie ausführlich dargestellt. Auch in der 2010 gedrehten und 2012 veröffentlichten Dokumentation After Porn Ends äußerte sie sich zu diesem Thema.
Im Jahr 2010 veröffentlichte Shelley Lubben ihre Biographie Truth Behind the Fantasy of Porn: The Greatest Illusion on Earth.
Am 9. Februar 2019 wurde sie in einem Trailerpark in Springville, Tulare County (CA), im Alter von nur 50 Jahren tot aufgefunden. Die Todesursache blieb ungeklärt.